# Архангельськ-Талаги
Аеропорт Талаги (IATA: ARH, ICAO: ULAA) — міжнародний аеропорт Архангельська, Росія, розташований в Талазькому авіамістечку за 11 км на північний схід від центру міста. У 2001 році він обслужив 105797 пасажирів і 921 тонн вантажу.
Аеропорт є хабом для:
- Smartavia

Аеропорт було відкрито 5 лютого, 1963. Найбільша кількість перевезень припала на 1990 — 952457 пасажирів.
Аеродром «Архангельськ (Талаги)» 1 класу, здатний приймати літаки Ан-22, Ан-124, Іл-76, Ту-154, Boeing-737 і всі більш легкі, а також вертольоти всіх типів. Максимальна злітна вага повітряного судна — 230 тонн. 
Аеродром Талаги було побудовано влітку 1942 року під керівництвом представника ДКО Івана Дмитровича Папаніна як аеродром з покриттям з дерев'яних ґрат заповнених гравієм.
Першими типами літаків, які почали виконувати рейси з аеропорту були Ан-24, Іл-14, Іл-18.
На аеродромі був дислокований 518-й Берлінський ордена Суворова III ступеня винищувальний авіаційний полк, що входив до складу 10-ї окремої армії ППО (т. зв. Архангельська армія). У жовтні 1966 518-й ВАП першим у військах ППО отримав на озброєння Ту-128, в 1980-х полк був переозброєно на літаки МіГ-31. В 1998, 518 ВАП було розформовано.
З 1998 року і дотепер на аеродромі базується 89 окрема авіаланка 21-го корпусу ППО в складі 2 Мі-8МТВ-1 і 2 Ан-26.

## Приймаємі типи повітряних суден
Ан-12, Ан-24, Ан-26, Ан-28, Ан-30, Ан-32, Ан-72, Ан-74, Ан-148, Ил-76, Ил-114, Л-410, Ту-134, Ту-154, Ту-204, Як-40, Як-42, Airbus A319, Airbus A320,Airbus A321, ATR 42, ATR 72, Boeing 737(і його модифікації), Boeing 757, Boeing 767, MD-87, SAAB-2000, та ін. типи ВС 3-4 класу, гелікоптери всіх типів.

## Перевізники і напрямки
| Авіакомпанія                             | Пункт призначення                                                      |
| ---------------------------------------- | ---------------------------------------------------------------------- |
| 2nd Arkhangelsk United Aviation Division | Котлас, Петрозаводськ                                                  |
| Aeroflot                                 | Москва-Шереметьєво                                                     |
| Azur Air                                 | Сезонний чартер: Анталія, Енфіда                                       |
| Komiaviatrans                            | Котлас, Москва-Домодєдово                                              |
| Nordavia                                 | Москва-Домодєдово, Нар'ян-Мар, Ст Петербург Сезонні: Сімферополь, Сочі |
| NordStar                                 | Нар'ян-Мар                                                             |
| Nordwind Airlines                        | Сезонний чартер: Анталія                                               |
| Pegas Fly                                | Сезонний чартер: Монастір (з 26 квітня 2019)                           |
| Rossiya                                  | Ст Петербург                                                           |
| RusLine                                  | Нар'ян-Мар, Єкатеринбург                                               |